# Довге XIX століття
Довге XIX століття — історичний період, що тривав від 1789 по 1914 рік, згідно з британським істориком-марксистом Ериком Гобсбаумом та російським літературним критиком Іллею Еренбургом.

## Історія
Концепція довгого ХІХ століття є адаптацією концепції Фернана Броделя 1949 р. про довге 16 століття 1450-1640 рр.) та "визнана категорія літературної історії ", хоча цей період часто широко і різнорідно визначається різними вченими. 
Численні автори до і після публікації 1995 року Гобсбама застосували аналогічні типи книг або описів, що вказують на вибірковий термін для своїх творів, таких як: С. Кеттерінг, "Французьке суспільство: 1589-1715 - довге сімнадцяте століття", Е. Ентоні Вірглі, "Британське населення протягом" довгого "вісімнадцятого століття, 1680-1840 рр.", Або Д. Блекборнн "Довге дев'ятнадцяте століття: історія Німеччини 1780-1918". Однак цей термін був використаний для підтримки історичних публікацій, щоб "з'єднуватися з широкою аудиторією" і регулярно цитується в дослідженнях та обговореннях навчальних дисциплін, таких як історія, лінгвістика і мистецтво.

## Сутність
Його головною особливістю було домінування імперій у світі. Початком цього періоду є Велика французька революція, а кінцем — Перша світова війна, в результаті якої були ліквідовані Німецька, Російська, Австро-Угорська та Османська імперії. Про цей періоді Ерик Гобсбаум пише в книгах «Епоха революцій: Європа 1789-1848», «Епоха капіталу: Європа 1848-1875» і «Вік імперій: Європа 1875-1914».
Більш узагальнений варіант довгого 19-го століття, що тривало з 1750 по 1914 рік, часто використовується Пітером Н. Стернсом у контексті світової школи історії.
У релігійних контекстах, зокрема тих, що стосуються історії Католицької Церкви, довге 19 століття було періодом централізації папської влади над Католицькою Церквою. Ця централізація протистояла дедалі більш централізованим національним державам і сучасним революційним рухам, і використовувала багато тих самих організаційних та комунікаційних технологій, що і її конкуренти. Довге 19-те століття церкви тривало від Французької революції (1789 р.) до смерті папи Пія XII (1958 р.).
Також Гобсбаум популяризував поняття «Короткого ХХ століття» (1914—1991).